# Jen Ce
Jen Ce (Yàn Zī (晏紫, Jen Ce), a nemzetközi szaksajtóban Yan Zi) (Csengtu (Chéngdū), 1984. november 12. –) párosban olimpiai bronzérmes, kétszeres Grand Slam-tornagyőztes visszavonult kínai teniszezőnő.
2003–2016 közötti profi pályafutása során egy egyéni és tizenhét páros WTA-tornát nyert meg, emellett még 16 páros ITF-tornán végzett az első helyen. Legjobb egyéni világranglista-helyezése negyvenedik volt, ezt 2008 májusában érte el, párosban 2006. július 10-én a 4. helyre került.
2006-ban két páros Grand Slam-tornát nyert, az Australian Opent és Wimbledont, és a Roland Garroson elődöntőt játszott.
A pekingi olimpián, Cseng Csie (Zhèng Jié) társaként bronzérmet szerzett Kínának a páros versenyben. A 2006-ban Dohában rendezett Ázsia-játékokon párosban aranyérmet, a 2010-ben Kantonban rendezett Ázsia-játékokon csapatban arany-, párosban bronzérmet szerzett.

## Grand Slam-döntői

### Női páros

#### Győzelmei (2)
| Év   | Bajnokság       | Borítás | Partner    | Ellenfél                            | Eredmény         |
| ---- | --------------- | ------- | ---------- | ----------------------------------- | ---------------- |
| 2006 | Australian Open | Kemény  | Cseng Csie | Lisa Raymond Samantha Stosur        | 2–6, 7–6(7), 6–3 |
| 2006 | Wimbledon       | Fű      | Cseng Csie | Virginia Ruano Pascual Paola Suárez | 6–3, 3–6, 6–2    |

## WTA-döntői

### Egyéni

#### Győzelmei (1)
| Összesítés           |                        |
| Grand Slam-torna (0) |                        |
| Tier I (0)           | Premier Mandatory* (0) |
| Tier II (0)          | Premier Five* (0)      |
| Tier III (1)         | Premier* (0)           |
| Tier IV (0)          | International* (0)     |
| Tier V (0)           | Challenger* (0)        |

* 2009-től megváltozott a tornák rendszere. Challenger tornákat 2012-től rendeznek.
 Az egymás mellett azonos színnel jelölt tornatípusok között nincs teljes mértékű megfelelés.
| No. | Dátum                | Helyszín                                     | Borítás | Ellenfél a döntőben    | Eredmény a döntőben | Eredmény a döntőben |
| 1.  | 2005. szeptember 26. | Guangzhou International Women’s Open, Kanton | Kemény  | Nuria Llagostera Vives | 6–4, 4–0 feladta    |                     |

### Páros

#### Győzelmei (17)
| Összesítés           |                        |
| Grand Slam-torna (2) |                        |
| Tier I (2)           | Premier Mandatory* (0) |
| Tier II (2)          | Premier Five* (0)      |
| Tier III (6)         | Premier* (1)           |
| Tier IV (2)          | International* (1)     |
| Tier V (1)           | Challenger* (0)        |
| WTA Finals (0)       |                        |

* 2009-től megváltozott a tornák rendszere.
 Az egymás mellett azonos színnel jelölt tornatípusok között nincs teljes mértékű megfelelés.
|     | Dátum                | Torna                         | Borítás | Partner               | Ellenfelek a döntőben                   | Eredmény a döntőben | Eredmény a döntőben |
| 1.  | 2005. január 14.     | Hobart, Ausztrália            | Kemény  | Cseng Csie            | Anabel Medina Garrigues Gyinara Szafina | 6–4, 7–5            |                     |
| 2.  | 2005. február 12.    | Haidarábád, India             | Kemény  | Cseng Csie            | Li Ting Szun Tien-tien                  | 6–4, 6–1            |                     |
| 3.  | 2006. január 28.     | Australian Open, Ausztrália   | Kemény  | Cseng Csie            | Lisa Raymond Samantha Stosur            | 2–6, 7–6(7), 6–3    |                     |
| 4.  | 2006. május 14.      | Berlin, Németország           | Salak   | Cseng Csie            | Jelena Gyementyjeva Flavia Pennetta     | 6–2, 6–3            |                     |
| 5.  | 2006. május 21.      | Rabat, Marokkó                | Salak   | Cseng Csie            | Ashley Harkleroad Bethanie Mattek       | 6–1, 6–3            |                     |
| 6.  | 2006. június 24.     | s'Hertogenbosch, Hollandia    | Grass   | Cseng Csie            | Ana Ivanović Marija Kirilenko           | 3–6, 6–2, 6–2       |                     |
| 7.  | 2006. július 8.      | Wimbledon                     | Fű      | Cseng Csie            | Virginia Ruano Pascual Paola Suárez     | 6–3, 3–6, 6–2       |                     |
| 8.  | 2006. augusztus 26.  | New Haven, Egyesült Államok   | Kemény  | Cseng Csie            | Lisa Raymond Samantha Stosur            | 6–4, 6–2            |                     |
| 9.  | 2007. április 15.    | Charleston, Egyesült Államok  | Salak   | Cseng Csie            | Peng Suaj Szun Tien-tien                | 7–5, 6–0            |                     |
| 10. | 2007. május 26.      | Strasbourg, Franciaország     | Salak   | Cseng Csie            | Alicia Molik Szun Tien-tien             | 6–3, 6–4            |                     |
| 11. | 2007. szeptember 30. | Kanton, Kína                  | Kemény  | Peng Suaj             | Vania King Szun Tien-tien               | 6–3, 6–4            |                     |
| 12. | 2007. október 7.     | Tokió, Japán                  | Kemény  | Szun Tien-tien        | Csuang Csia-zsung Vania King            | 1–6, 6–2, [10–6]    |                     |
| 13. | 2007. október 14.    | Bangkok, Thaiföld             | Kemény  | Szun Tien-tien        | Morita Ajumi Junri Namigata             | játék nélkül        |                     |
| 14. | 2008. január 11.     | Sydney, Ausztrália            | Kemény  | Cseng Csie            | Tetyana Perebijnyisz Taccjana Pucsak    | 6–4, 7–6(5)         |                     |
| 15. | 2008. május 24.      | Strasbourg, Franciaország     | Salak   | Tetyana Perebijnyisz  | Csan Jung-zsan Csuang Csia-zsung        | 6–4, 6–7(3), [10–6] |                     |
| 16. | 2009. augusztus 9.   | Los Angeles, Egyesült Államok | Kemény  | Csuang Csia-zsung     | Marija Kirilenko Agnieszka Radwańska    | 6–0, 4–6, [10–7]    |                     |
| 17. | 2010. április 11.    | Ponte Vedra, Egyesült Államok | Salak   | Bethanie Mattek-Sands | Csuang Csia-zsung Peng Suaj             | 4–6, 6–4, [10–8]    |                     |

#### Elveszített döntői (11)
|     | Dátum                | Torna                          | Borítás | Partner        | Ellenfelek a döntőben                      | Eredmény a döntőben | Eredmény a döntőben |
| 1.  | 2003. június 14.     | Bécs, Ausztria                 | Salak   | Cseng Csie     | Li Ting Szun Tien-tien                     | 3–6, 4–6            |                     |
| 2.  | 2005. szeptember 13. | Bali, Indonézia                | Kemény  | Cseng Csie     | Anna-Lena Grönefeld Meghann Shaughnessy    | 3–6, 3–6            |                     |
| 3.  | 2005. szeptember 25. | Peking, Kína                   | Kemény  | Cseng Csie     | María Vento-Kabchi Nuria Llagostera Vives  | 2–6, 4–6            |                     |
| 4.  | 2006. február 12.    | Pattaja, Thaiföld              | Kemény  | Cseng Csie     | Li Ting Szun Tien-tien                     | 6–3, 1–6, 6–7(5)    |                     |
| 5.  | 2006. július 26.     | Stockholm, Svédország          | Kemény  | Cseng Csie     | Eva Birnerová Jarmila Gajdošová            | 6–0, 4–6, 2–6       |                     |
| 6.  | 2008. január 5.      | Gold Coast, Ausztrália         | Kemény  | Cseng Csie     | Gyinara Szafina Szávay Ágnes               | 1–6, 2–6            |                     |
| 7.  | 2008. március 1.     | Dubaj, Egyesült Arab Emírségek | Kemény  | Cseng Csie     | Cara Black Liezel Huber                    | 5–7, 2–6            |                     |
| 8.  | 2008. március 22.    | Indian Wells, Egyesült Államok | Kemény  | Cseng Csie     | Gyinara Szafina Jelena Vesznyina           | 1–6, 6–1, [8–10]    |                     |
| 9.  | September 21, 2008   | Kanton, Kína                   | Kemény  | Szun Tien-tien | Marija Koritceva Taccjana Pucsak           | 6–3, 2–6, [8–10]    |                     |
| 10. | 2009. május 23.      | Varsó, Lengyelország           | Salak   | Cseng Csie     | Raquel Kops-Jones Bethanie Mattek-Sands    | 1–6, 1–6            |                     |
| 11. | 2010. május 17.      | Varsó, Lengyelország           | Salak   | Cara Black     | Virginia Ruano Pascual Meghann Shaughnessy | 3–6, 4–6            |                     |

## Eredményei Grand Slam-tornákon

### Egyéni
| Grand Slam | Australian Open | Australian Open | Roland Garros | Roland Garros   | Wimbledon | Wimbledon          | US Open   | US Open             |
| Év         | Eredmény        | Utolsó ellenfél | Eredmény      | Utolsó ellenfél | Eredmény  | Utolsó ellenfél    | Eredmény  | Utolsó ellenfél     |
| 2003       | −               | −               | −             | −               | −         | −                  | Selejtező | Selejtező           |
| 2004       | Selejtező       | Selejtező       | −             | −               | Selejtező | Selejtező          | −         | −                   |
| 2005       | −               | −               | −             | −               | −         | −                  | Selejtező | Selejtező           |
| 2006       | 2. kör          | Sybille Bammer  | 1. kör        | Jamea Jackson   | 1. kör    | Anna Csakvetadze   | 1. kör    | Agnieszka Radwańska |
| 2007       | Selejtező       | Selejtező       | −             | −               | 1. kör    | Tathiana Garbin    | 1. kör    | J Bicskova          |
| 2008       | 1. kör          | Venus Williams  | 1. kör        | Émilie Loit     | 1. kör    | A Medina Garrigues | 1. kör    | Sofia Arvidsson     |

### Páros
| Grand Slam | Australian Open            | Australian Open                        | Roland Garros          | Roland Garros                          | Wimbledon              | Wimbledon                           | US Open                   | US Open                           |
| Év         | Eredmény Partner           | Utolsó ellenfél                        | Eredmény Partner       | Utolsó ellenfél                        | Eredmény Partner       | Utolsó ellenfél                     | Eredmény Partner          | Utolsó ellenfél                   |
| 2003       | –                          | –                                      | –                      | –                                      | –                      | –                                   | 1. kör Cseng Csie         | Dája Bedáňová Olena Tatarkova     |
| 2004       | Negyeddöntő Cseng Csie     | Sz Kuznyecova Jelena Lihovceva         | 1. kör Cseng Csie      | Gisela Dulko Patricia Tarabini         | 3. kör Cseng Csie      | Liezel Huber Szugijama Ai           | 2. kör Cseng Csie         | Liezel Huber Tamarine Tanasugarn  |
| 2005       | 1. kör Cseng Csie          | J Bejhelzimer İpek Şenoğlu             | 3. kör Cseng Csie      | Cara Black Liezel Huber                | –                      | –                                   | Negyeddöntő Cseng Csie    | Conchita Martínez V Ruano Pascual |
| 2006       | Győzelem Cseng Csie        | Lisa Raymond Samantha Stosur           | Elődöntő Cseng Csie    | D Hantuchová Szugijama Ai              | Győzelem Cseng Csie    | V Ruano Pascual Paola Suárez        | Negyeddöntő Cseng Csie    | Květa Peschke F Schiavone         |
| 2007       | Elődöntő Cseng Csie        | Csan Jung-zsan Csuang Csia-zsung       | 1. kör Cseng Csie      | N Llagostera Vives MJ Martínez Sánchez | Negyeddöntő Peng Suaj  | Alicia Molik Mara Santangelo        | 2. kör Peng Suaj          | Daniela Hantuchová Martina Hingis |
| 2008       | Elődöntő Cseng Csie        | V Azaranka Sahar Peér                  | 3. kör Cseng Csie      | A. Medina Garrigues V. Ruano Pascual   | 3. kör Cseng Csie      | J Makarova Selima Sfar              | Negyeddöntő Cseng Csie    | Cara Black Liezel Huber           |
| 2009       | 3. kör Cseng Csie          | N Llagostera Vives MJ Martínez Sánchez | Negyeddöntő Cseng Csie | V Azaranka J Vesznyina                 | 3. kör Cseng Csie      | Serena Williams Venus Williams      | Negyeddöntő Cseng Csie    | Serena Williams Venus Williams    |
| 2010       | Negyeddöntő B Mattek-Sands | Serena Williams Venus Williams         | 3. kör B Mattek-Sands  | Gisela Dulko Flavia Pennetta           | 2. kör Alicja Rosolska | Dominika Cibulková A Pavljucsenkova | 2. kör A Medina Garrigues | A-L Grönefeld Julia Görges        |
| 2011       | 2. kör M Niculescu         | R Kops-Jones Abigail Spears            | –                      | –                                      | –                      | –                                   | –                         | –                                 |
| 2012       | –                          | –                                      | –                      | –                                      | –                      | –                                   | –                         | –                                 |
| 2013       | 1. kör Csang Kaj-csen      | Dominika Cibulková Kszenyija Pervak    | –                      | –                                      | 1. kör Sahar Peér      | R Kops-Jones Abigail Spears         | –                         | –                                 |

## Év végi világranglista-helyezései
| Év     | 2000 | 2001 | 2002 | 2003 | 2004 | 2005 | 2006 | 2007 | 2008 | 2009 | 2010 | 2011 | 2012 | 2013 |
| Egyéni | 642. | 468. | 299. | 179. | 248. | 103. | 166. | 60.  | 128. | 312. | 423. | –    | –    | –    |
| Páros  | –    | 277. | 138. | 74.  | 39.  | 31.  | 4.   | 15.  | 13.  | 23.  | 22.  | 91.  | 528. | 372. |